# Józef Lehrer
Józef Lehrer, też Lerer (ur. 6 marca?/18 marca 1880 w Kamieńcu Podolskim, zm. 9 czerwca 1941 we Lwowie) – polski kompozytor i dyrygent pochodzenia żydowskiego.

## Życiorys
Uczył się śpiewu u znanego lwowskiego kantora, Barucha Schorra. Studiował w Konserwatorium Lwowskim pod kierunkiem Mieczysława Sołtysa. W latach 1922–1923 prowadził klasę operową w tymże konserwatorium.
Od 1908 działał jako dyrygent w Teatrze Polskim w Poznaniu i kierownik chóru „Lutnia”. W latach 1911—1931 był koncertmistrzem i dyrygentem orkiestry Opery Lwowskiej, wystawiał tam dzieła operowe W.A. Mozarta, G. Pucciniego, R. Straussa, E.W. Korngolda i innych. W czasie I wojny światowej przebywał w Wiedniu, gdzie wystawił Halkę St. Moniuszki. Od 1933 był dyrygentem Filharmonii Lwowskiej. Po zajęciu Lwowa przez Rosjan był głównym dyrygentem Teatru Wielkiego Opery i Baletu.
Jako kompozytor, tworzył muzykę kameralną, pieśni; napisał m.in. Uwerturę dramatyczną.
Zmarł we Lwowie na 3 tygodnie przed atakiem Niemiec na ZSRR.